# Parc provincial de Caribou-Munroes Island
Le parc provincial de Caribou-Munroes Island (anglais : Caribou-Munroes Island Provincial Park) est un parc provincial du Canada situé dans le comté de Pictou en Nouvelle-Écosse. Le parc a une superficie de 137 ha et il a été créé en 1972. Il comprend l'une des rares plages restées à l'état naturel de la région.

## Flore

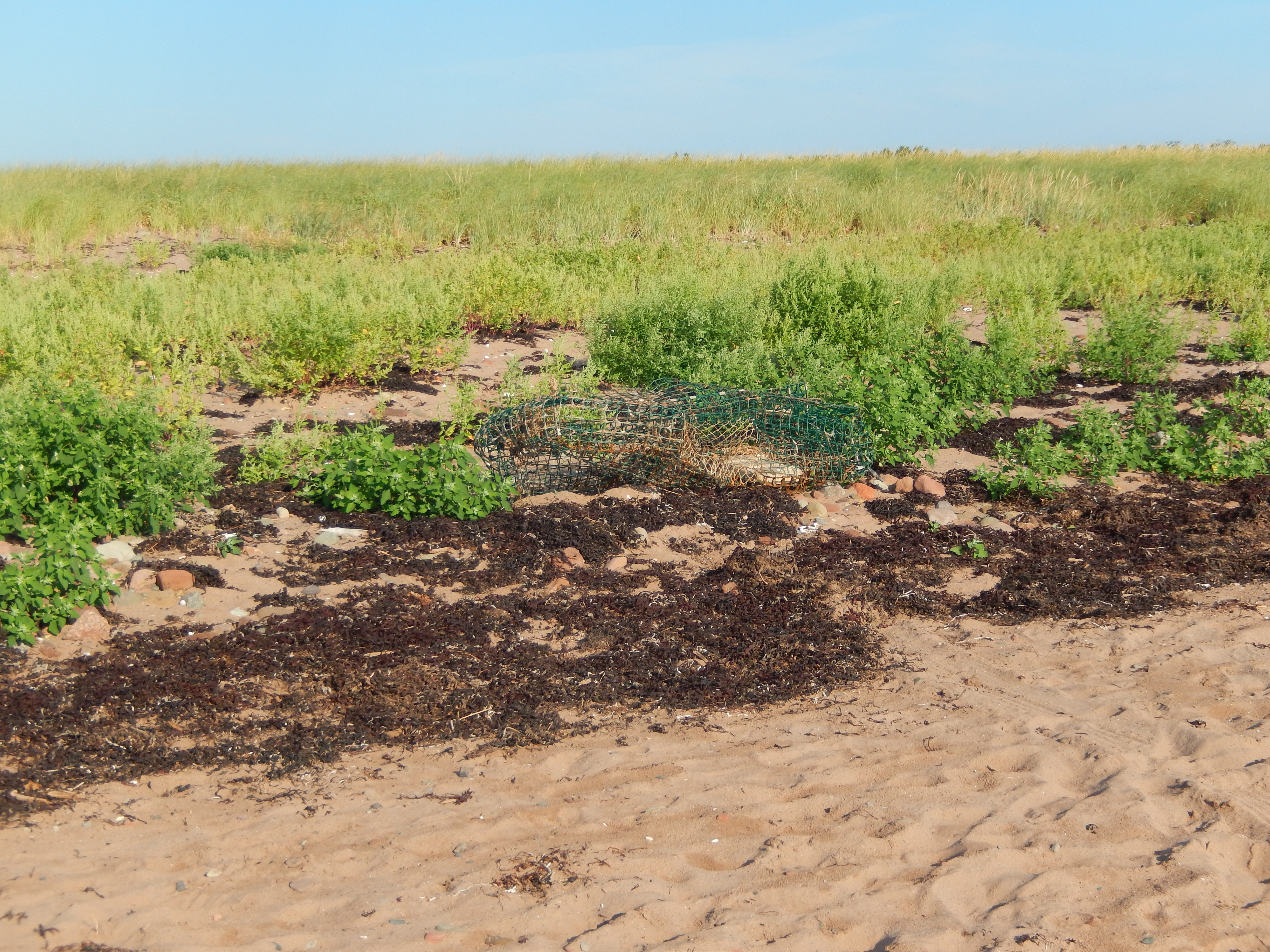
Végétation de la dune.

Les arbres les plus communs dans le parc sont l'épinette blanche, le sapin baumier et l'érable. Quant au tombolo, il est colonisé par l'ammophile à ligule courte et la gesse maritime qui protège la dune de l'érosion.

## Faune
Parmi les mammifères, on retrouve entre autres le renard roux sur l'île Munroes. Le phoque gris fréquente les eaux environnantes ainsi que parfois la plage.
On y observe le pygargue à tête blanche, le balbuzard pêcheur et le grand héron. Le parc sert de lieu de nidification pour le canard noir, le grand harle, la sarcelle à ailes bleues et la Sarcelle à ailes vertes.

## Activités et services
Le parc comprend un terrain de camping de 90 emplacements. On y retrouve aussi un terrain de pique-nique et une plage de 1,6 km de longueur. Il est possible d'y pratiquer la randonnée pédestre sur la plage sur une longueur de deux kilomètres, jusqu'à l'extrémité de l'île Munroes.